# Wister (Oklahoma)
Wister es un pueblo ubicado en el condado de Le Flore en el estado estadounidense de Oklahoma. En el año 2010 tenía una población de 	1102 habitantes y una densidad poblacional de 290 personas por km².

## Geografía
Wister se encuentra ubicado en las coordenadas 34°58′6″N 94°43′23″O / 34.96833, -94.72306 (34.968411, -94.723191).

## Demografía
Según la Oficina del Censo en 2000 los ingresos medios por hogar en la localidad eran de $20,602 y los ingresos medios por familia eran $26,417. Los hombres tenían unos ingresos medios de $21,154 frente a los $15,556 para las mujeres. La renta per cápita para la localidad era de $11,851. Alrededor del 19.4% de la población estaban por debajo del umbral de pobreza.